# Seekadetten
Seekadetten (Originaltitel: Navy Blue and Gold) ist ein US-amerikanischer Spielfilm von Sam Wood aus dem Jahr 1937. Als literarische Vorlage diente ein Roman von George Bruce, der auch das Drehbuch schrieb.

## Handlung
Richard „Dick“ Gates Jr., Spross einer wohlhabenden Familie, der Footballstar Roger Ash und der Matrose John „Truck“ Cross werden als Kadetten an der U.S. Naval Academy angenommen. In Annapolis, dem Standort der Akademie, angekommen, teilen sich die drei jungen Männer fortan ein Zimmer. Sie könnten kaum unterschiedlicher sein, verstehen sich jedoch blendend. Der ehemalige Footballcoach, Captain „Skinny“ Dawes, wird schnell auf sie aufmerksam. 
Nachdem Dick absichtlich dazu gebracht wurde, einen älteren Kadetten namens Harnett zu brüskieren, kehrt er mit allerhand Blessuren auf sein Zimmer zurück. Roger fordert daraufhin Harnett zu einem Zweikampf heraus, aus dem er als Sieger hervorgeht und sich so den Respekt seiner Klassenkameraden verdient. Zu Weihnachten lädt Dick seine beiden Zimmergenossen zu sich nach Hause ein. Truck und Roger sind von der Freundlichkeit seitens Dicks Familie sehr angetan, vor allem aber von Dicks hübscher Schwester Patricia. Roger macht ihr sofort Avancen, doch fühlt sich Patricia viel mehr zum schüchternen Truck hingezogen.  
Im Jahr darauf werden Dick, Truck und Roger in das Footballteam der Akademie aufgenommen. Roger fühlt sich dabei allen überlegen und überschätzt seine Fähigkeiten, weshalb er sich schnell unbeliebt macht. Nach einem Gespräch mit seinem Coach betrinkt er sich und entfernt sich unerlaubt von der Akademie. Dick und Truck begeben sich auf die Suche nach ihm und finden ihn schließlich in einer Bar, wo sie jedoch auch dem Coach über den Weg laufen. Den drei Kadetten droht der Rauswurf aus der Akademie, doch Captain Dawes kommt zufällig vorbei und behauptet, er habe sie zum Essen eingeladen und sie hätten lediglich vergessen, eine Erlaubnis für ihren Ausgang einzuholen.
Als im Unterricht von einem betrunkenen Offizier berichtet wird, der sich vor seiner Pflicht gedrückt habe und anschließend unehrenhaft aus der Navy entlassen worden sei, protestiert Truck und meint, es handle sich um eine Lüge. Vielmehr sei der Offizier krank gewesen, als der Navigator sein Schiff auf Grund laufen ließ. Der Offizier habe anschließend darauf verzichtet, vor einem Militärgericht dem toten Navigator die Schuld am Untergang des Schiffes zu geben. Wie sich herausstellt, ist Truck der Sohn des Offiziers. Da Truck bei seiner Einschreibung nicht seinen vollständigen Namen, John Cross Carter, angegeben hat, muss er die Akademie verlassen. Dicks Vater und sein eigener Vater versuchen in Washington, D.C. vergeblich, seinen Ausschluss aus der Akademie zu verhindern. 
Bei einem Zwiegespräch zwischen Patricia und Truck, das Roger heimlich belauscht, wird sich dieser bewusst, wie viel ihm seine Freunde und die Navy bedeuten. Vor einer Statue spricht er laut ein Gebet für Truck. Captain Dawes hört ihn sprechen und entschließt sich, Truck zu helfen. Als ein wichtiges Footballspiel zwischen der United States Army und der Navy ansteht, wird Trucks Ausschluss revidiert und er darf ebenfalls am Spiel teilnehmen. Auch sein Vater wurde inzwischen rehabilitiert. Captain Dawes, der derweil im Krankenhaus liegt, hört sich den Spielverlauf im Radio an. Die Navy geht schließlich als Sieger hervor.

## Hintergrund

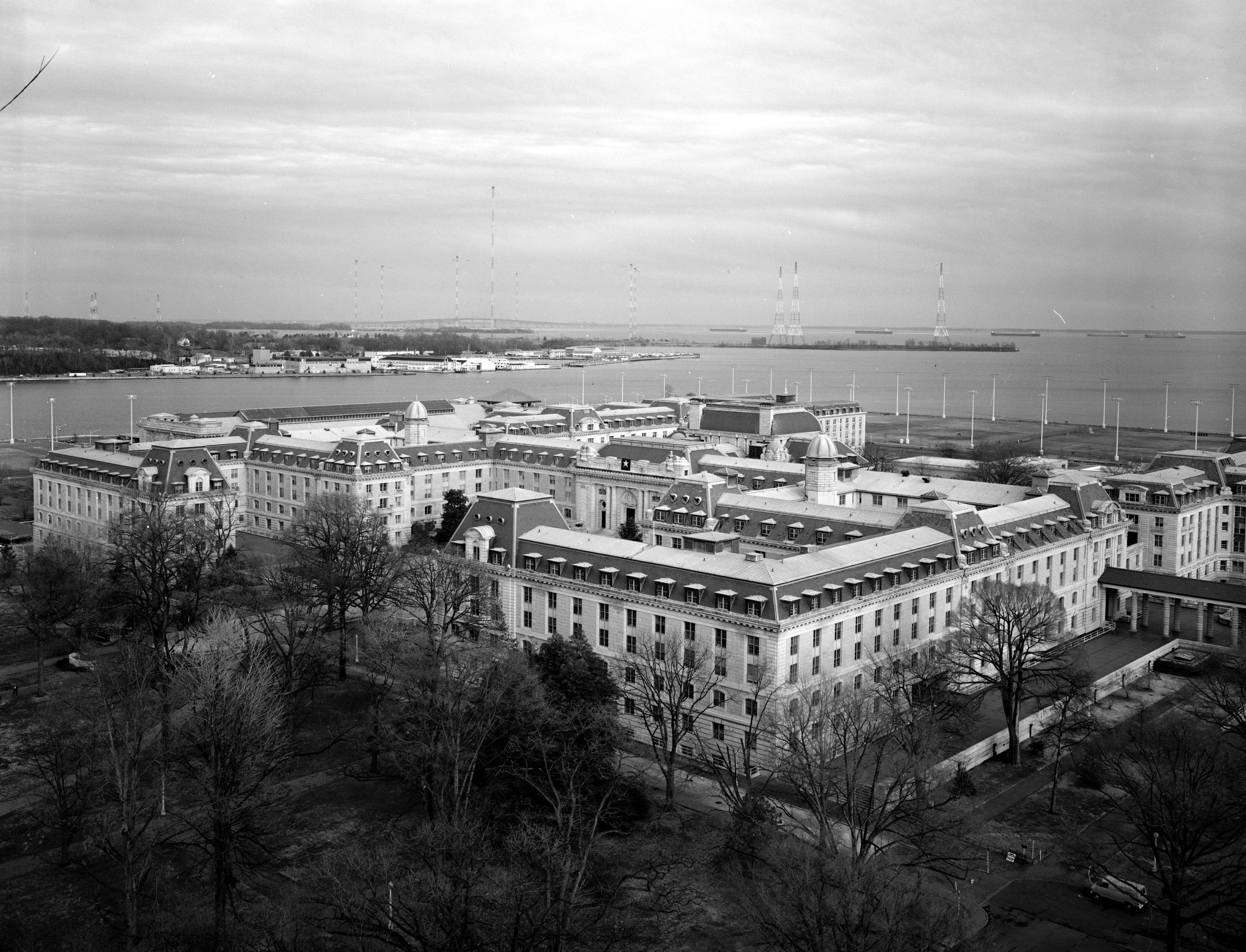
Die U.S. Naval Academy, ein Drehort des Films

Die Dreharbeiten fanden vom 7. September bis Anfang November 1937 statt. Die Stadion-Sequenzen entstanden im Los Angeles Memorial Coliseum. Auch die U.S. Naval Academy in Annapolis diente neben den MGM-Studios als Drehort. Ursprünglich war George Murphy für Robert Youngs Rolle vorgesehen.
Seekadetten kam am 19. November 1937 in die US-amerikanischen Kinos. In Deutschland lief der Film am 10. Februar 1939 an.

## Kritiken
Frank S. Nugent von der New York Times meinte, dass Seekadetten im Vergleich zu ein Dutzend zuvor veröffentlichten Filmen des Militärgenres ganz „annehmbar“ abgeschnitten habe. Herausgekommen sei „ein glaubwürdiger, komischer und des Öfteren bewegender Film“. Es sei zudem schön, alte Navy-Tugenden wie den Sportsgeist auf der Leinwand wiederzusehen. „Auch wenn Seekadetten vielleicht nicht der bisher beste Militärakademie-Film ist, ist das nicht Stewarts Schuld“, urteilte die New York Herald Tribune. Stewarts „gekonnte Vorstellung in einer eher absurden Rolle“ sorge dafür, „dass eine eher absurde Geschichte überhaupt erst aufregend“ werde.
Hal Erickson vom All Movie Guide befand rückblickend, dass der Film „einige der ältesten Klischees des Militärakademie-Genres“ bediene. „Mehrere Handlungsstränge und stereotype Figuren“ des Films seien in den folgenden Jahrzehnten in ähnlichen Filmen verwendet worden, so auch in Ein Offizier und Gentleman (1980).

## Deutsche Fassung
Eine deutsche Synchronfassung entstand Ende der 1930er Jahre in der MGM-Synchronabteilung in Berlin. Die Dialogregie führten Karl-Heinz Stroux und Otmar von Ecker nach dem Dialogbuch von Hermann Gressieker.
| Rolle                           | Darsteller       | Synchronsprecher       |
| ------------------------------- | ---------------- | ---------------------- |
| Roger „Rog“ Ash                 | Robert Young     | Hannsgeorg Laubenthal  |
| John „Truck“ Cross              | James Stewart    | Kurt Meisel            |
| Mrs. Alyce Gates                | Billie Burke     | Eva Maria Brock        |
| Captain „Skinny“ Dawes          | Lionel Barrymore | Erich Ponto            |
| Richard Arnold „Dick“ Gates Jr. | Tom Brown        | Hans Quest             |
| Richard Gates Sr.               | Samuel S. Hinds  | Fritz Odemar           |
| Tommy Milton                    | Paul Kelly       | Ernst Wilhelm Borchert |
| Graves                          | Barnett Parker   | Hubert von Meyerinck   |
| Weeks                           | Frank Albertson  | Clemens Hasse          |
| Coach des Southern Institute    | Pat Flaherty     | Josef Dahmen           |
| Harnet                          | Ted Pearson      | Erich Fiedler          |